# Bai Ling
Bai Ling (白灵)  (Chengdu, Kína, 1966. október 10. –) kínai származású amerikai színésznő.

## Fiatalkora
Bai Ling kínai szülők gyermeke. Édesapja, Bai Yuxiang zenetanár, édesanyja, Chen Binbin táncosnő és színésznő, valamint irodalomtanár a Sichuan Universityn. Van egy nővére - Bai Jie - Kínában és egy öccse - Bai Chen - Japánban. Szülei kétszer is elváltak, majd édesanyja hozzáment egy íróhoz (Xu Chi). Ling már az általános iskolai évei alatt közel került a színészethez, iskolai darabokban lépett fel. Hároméves kötelező sorkatonai szolgálata alatt is folytatta a színészkedést a helyi színházban, de alkalomadtán nővérként is tevékenykedett. 

## Pályafutása
Ling 1984-ben tűnt fel először a filmvásznon a Hai tan című filmben. A Lei sa Gu Su című filmben már főszerepet játszott. 1991-ben költözött New Yorkba, hogy színészetet tanuljon. Közben a Pen Pals című filmben kapott egy kisebb szerepet 1992-ben, a Gyilkos utcák egyik epizódjában ő alakította Teri Chow-t, majd 1994-ben lehetőséget kapott Brandon Lee filmjében, A hollóban. Az 1997-es Vörös sarok című filmben övé lett a női főszerep, Richard Gere partnereként. A film az Államokban nagy sikert aratott, két díjjal is jutalmazták. Kínában viszont akkora felháborodást keltett, hogy megvonták tőle az állampolgárságot.
A Wild Wild West – Vadiúj vadnyugat című akcióvígjátékban Miss East karakterét formálta meg. 1999-ben a Jodie Foster főszereplésével készült Anna és a király című romantikus történelmi drámában megkapta Tuptim figuráját. A szerep érdekében kopaszra borotváltatta a fejét. 2003-ban A Taxi 3. című vígjátékban ő volt Qiu, a csinos újságírónő, de feltűnt Sky kapitány és a holnap világa, a Dogtown urai és A káosz birodalma című filmekben is. Jason Statham Crank 2. – Magasfeszültség című akciófilmjében ő volt Ria, A Hobbitok kora fantasyban pedig Laylan. A 2013-as The Gauntlet című kalandfilm főszerepében nyújtott alakításáért ismét dicsérő kritikákat kapott, sőt, a Los Angeles Cinema Festival of Hollywoodon és a 2014-es Asians On Film Festivalon megkapta a legjobb színésznőnek járó díjat is.

## Filmográfia
| Év        | Cím                                                                                   | Szerep              | Magyar hang        |
| --------- | ------------------------------------------------------------------------------------- | ------------------- | ------------------ |
| 1984      | - Hai tan                                                                             | Lu Xiao Mei         | -                  |
| 1985      | - Lei sa Gu Su                                                                        | Wang Lingjuan       | -                  |
| 1986      | - Yue Yue                                                                             | Yue Yue             | -                  |
| 1987      | - Da xue sheng yi shi                                                                 | Xiao Qian           | -                  |
| 1987      | - Shan cun feng yue                                                                   |                     | -                  |
| 1988      | - Wu qiang qiang shou                                                                 | Yan Hong            | -                  |
| 1989      | - Hu guang                                                                            | Jing Huan           | -                  |
| 1992      | - Pen Pals                                                                            | Sharice             | -                  |
| 1993      | Gyilkos utcák Homicide: Life on the Street                                            | Teri Chow           |                    |
| 1994      | A holló The Crow                                                                      | Myca                | Kocsis Mariann     |
| 1994      | Halál vicces Dead Funny                                                               | Norriko             |                    |
| 1995      | Cosby nyomozó rejtélyei The Cosby Mysteries                                           | Dr. Valerie Chong   |                    |
| 1995      | Halálos hétvége Dead Weekend                                                          | Amelia A            |                    |
| 1995      | Nixon                                                                                 | kínai tolmács       |                    |
| 1997      | Vörös sarok Red Corner                                                                | Shen Yuelin         | Götz Anna          |
| 1998      | - Somewhere in the City                                                               | Lu Lu               | -                  |
| 1998      | Angyali érintés Touched by an Angel                                                   | Jean Chang          |                    |
| 1999      | - Row Your Boat                                                                       | Chun Hua            | -                  |
| 1999      | Anna és a király Anna and the King                                                    | Tuptim              | Huszárik Kata      |
| 1999      | Wild Wild West – Vadiúj vadnyugat Wild Wild West                                      | Miss East           | Tallós Rita        |
| 2000      | - Chi-Chian: The Black Seed                                                           | Chi-Chian           | -                  |
| 2000      | A Thornberry család The Wild Thornberrys                                              | Mei-Mei             |                    |
| 2000      | Angel                                                                                 | Jhiera              |                    |
| 2001      | A sárkány éve The Lost Empire                                                         | Kwan Ying           | Tóth Ildikó        |
| 2001      | Új faj The Breed                                                                      | Lucy Westenra       |                    |
| 2001      | Üsd, vágd, focizzál! Shaolin Soccer                                                   | Mui                 |                    |
| 2002      | A kód neve: világvége Storm Watch                                                     | Skylar              | Németh Borbála     |
| 2002      | A kötelesség ára Face                                                                 | Kim                 |                    |
| 2002      | Gyújtópont Point of Origin                                                            | Wanda Orr           |                    |
| 2003      | - Paris                                                                               | Linda / Shen Li     | -                  |
| 2003      | Extrém csapat The Extreme Team                                                        | RJ                  |                    |
| 2003      | Jake 2.0 - A tökéletes ügynök Jake 2.0                                                | Mei Ling            |                    |
| 2003      | Taxi 3. Taxi 3                                                                        | Qiu                 | Kökényessy Ági     |
| 2004      | - Gau ji                                                                              | Mei, a szakács      | -                  |
| 2004      | Apa lettem, kisapám! My Baby's Daddy                                                  | XiXi                | F. Nagy Erika      |
| 2004      | Extrém esetek Sam gang 2                                                              | Mei                 |                    |
| 2004      | Gyönyörű ország The Beautiful Country                                                 | Ling                |                    |
| 2004      | Sky kapitány és a holnap világa Sky Captain and the World of Tomorrow                 | rejtélyes nő        | -                  |
| 2004      | Utál a csaj She Hate Me                                                               | Oni                 |                    |
| 2005      | Edmond                                                                                | peep show lány      | Pap Kati           |
| 2005      | Dogtown urai Lords of Dogtown                                                         | fotós               |                    |
| 2005      | Nomád Nomad: The Warrior                                                              | Gaukhar             |                    |
| 2005      | Star Wars III. rész – A Sith-ek bosszúja Star Wars: Episode III - Revenge of the Sith | Senator Bana Breemu |                    |
| 2005      | Törtetők Entourage                                                                    | Li Lei              |                    |
| 2006      | - Best of Chris Isaak                                                                 | ?                   | -                  |
| 2006      | A káosz birodalma Southland Tales                                                     | Serpentine          | Törtei Tünde       |
| 2006      | Egy férfi naplója Man About Town                                                      | Barbi Ling          | Ullmann Mónika     |
| 2007      | - Shanghai Baby                                                                       | Coco                | -                  |
| 2007      | - The Gene Generation                                                                 | Michelle            | -                  |
| 2007      | Az egység The Unit                                                                    | hercegnő            |                    |
| 2007      | Lost – Eltűntek Lost                                                                  | Achara              |                    |
| 2007      | Élet és halál Living & Dying                                                          | Nadia               |                    |
| 2008      | - A Beautiful Life                                                                    | Esther              | -                  |
| 2008      | - Dim Sum Funeral                                                                     | Dede                | -                  |
| 2008      | - The Hustle                                                                          | Han                 | -                  |
| 2008      | - Toxic                                                                               | Lena                | -                  |
| 2009      | Crank 2. – Magasfeszültség Crank: High Voltage                                        | Ria                 | Stefanovics Angéla |
| 2010      | - Circle of Pain                                                                      | Victoria Rualan     | -                  |
| 2010      | Harcosok börtöne Locked Down                                                          | Guard Flores        |                    |
| 2010      | - Magic Man                                                                           | Samantha            | -                  |
| 2010      | - Pai mai chun tian                                                                   | Zhang Qian          | -                  |
| 2010      | - Petty Cash                                                                          | Coco                | -                  |
| 2010      | Átkos penny The Bad Penny                                                             | Nok                 |                    |
| 2010      | - The Confidant                                                                       | Black               | -                  |
| 2010      | - The Lazarus Papers                                                                  | Kyo                 | -                  |
| 2010      | Országúti bordély Love Ranch                                                          | Samantha            |                    |
| 2010-2011 | - The Being Frank Show                                                                | ?                   | -                  |
| 2012      | A Hobbitok kora Clash of the Empires                                                  | Laylan              |                    |
| 2012      | Hawaii Five-0                                                                         | Esmerelda           |                    |
| 2013      | - American Girls                                                                      | Amanda Chen         | -                  |
| 2013      | - Game of Assassins                                                                   | Kim Lee             | -                  |
| 2013      | - Speed Dragon                                                                        | Jackie              | -                  |
| 2014      | - Blood Shed                                                                          | Lucy                | -                  |
| 2014      | - The Key                                                                             | Ida                 | -                  |
| 2015      | - 6 Ways To Die                                                                       | June Lee            | -                  |
| 2015      | - ABCs of Superheroes                                                                 | Galvana             | -                  |
| 2015      | - Assassin's Game                                                                     | testőr              | -                  |
| 2015      | - Boned                                                                               | a szerető           | -                  |
| 2015      | - Call Me King                                                                        | Li Soo              | -                  |
| 2015      | - Sacred Blood                                                                        | Lilly               | -                  |
| 2015      | - Samurai Cop 2: Deadly Vengeance                                                     | Doggé               | -                  |
| 2016      | - Better Criminal                                                                     | Miss Jasmine Feng   | -                  |
| 2016      | - Beyond the Game                                                                     | ?                   | -                  |
| 2016      | - City Limits                                                                         | Katrina             | -                  |
| 2016      | - Everlasting                                                                         | Cristiane           | -                  |
| 2016      | - Shanghai wang                                                                       | Madame Xin          | -                  |
| 2017      | - Call Me King                                                                        | Li Soo              | -                  |
| 2017      | - Maximum Impact                                                                      | Scanlon             | -                  |
| 2017      | - Sharknado 5: Global Swarming                                                        | Mira                | -                  |
| 2017-2018 | - Barbee Rehab                                                                        | kínai Barbee        | -                  |
| 2018      | - Assassins Revenge                                                                   | Dr. Zilia Fawkes    | -                  |
| 2018      | - Dead Ringer                                                                         | April               | -                  |
| 2018      | - Tang ren jie tan an 2                                                               | Aaimali Kunara      | -                  |
| 2019      | - Lockdown                                                                            | Cherry              | -                  |
| 2019      | - Painted Beauty                                                                      | Biyu                | -                  |